# Parorchestia kinabaluensis
Parorchestia kinabaluensis is een vlokreeftensoort uit de familie van de Talitridae. De wetenschappelijke naam van de soort is voor het eerst geldig gepubliceerd in 1935 door Clarence Raymond Shoemaker.